# Pol Bueso
Pol Bueso Paradís (Moncofa, Castellón, España, 27 de abril de 1985) es un futbolista español. Juega normalmente de central, aunque también puede ocupar la posición de lateral izquierdo. Actualmente juega en el Pontevedra Club de Fútbol.

## Trayectoria
Pol Bueso Paradís se formó en las categorías inferiores del CD Castellón, jugando en el equipo filial CD Castellón B en Tercera División la temporada 2005/06. Debutó con el primer equipo el 5 de septiembre de 2007 en partido de la Copa del Rey ante el Albacete Balompié, esta misma temporada 2007/08 es cedido en marzo a la AD Ceuta en Segunda División B con la que logra anotar el único gol de su carrera y clasificarse para la Promoción de ascenso a Segunda División 2008. 
En julio de 2008 regresó al CD Castellón para formar parte de la primera plantilla, aunque no fue titular en las dos siguientes campañas en Segunda división. En cambio, tras el descenso a Segunda división B, Pol fue el único jugador de la primera plantilla que continuó en el equipo para la temporada 2010/11, además de pasar a ser el primer capitán. Logró además consolidarse en el once titular, formando pareja en el eje de la defensa con Joan Castillo.
El jugador ha jugado tres temporadas en la 2ª División con el CD Castellón, y media temporada con el Albacete Balompié. Aparte de estos dos clubes, también ha defendido la camiseta del AD Ceuta (07/08), el Valencia Mestalla (11/12) y la UD Salamanca (12/13), todos ellos en la categoría de bronce.
En enero de 2015 se convierte en el segundo refuerzo del Club Gimnàstic de Tarragona en el mercado de invierno 2014/2015. El jugador castellonense, que hasta ahora militaba en las filas del Albacete Balompié de la Segunda División, llega a Tarragona para unirse a la primera plantilla grana con el que consigue ascender a Segunda División.
Procedente del Club Gimnàstic de Tarragona, en agosto de 2015 firma con el UCAM Murcia Club de Fútbol con el que ascendió a Segunda División de España tras vencer a doble partido al Real Madrid Castilla Club de Fútbol y posteriormente alzándose además con el título de campeón de Segunda División B de España en la campaña 15/16 al imponerse al Club de Futbol Reus Deportiu en la final.
En verano de 2016 el jugador recalaría en el Hércules Club de Fútbol, donde permaneció por tres campañas, hasta que en la temporada 20/21 firmara por el Pontevedra Club de Fútbol del grupo segundo de Segunda División B de España.

## Clubes
Actualizado a la Jornada 9 de la temporada 2012/13.
| Club                       | Temporada     | Liga     | Liga  | Copa     | Copa  | Total    | Total |
| Club                       | Temporada     | Partidos | Goles | Partidos | Goles | Partidos | Goles |
| -------------------------- | ------------- | -------- | ----- | -------- | ----- | -------- | ----- |
| CD Castellón B             | 2005/06       | –        | –     | —        | —     | –        | –     |
| CD Castellón B             | 2006/07       | 17       | 0     | —        | —     | 17       | 0     |
| CD Castellón B             | 2007/08       | 25       | 0     | —        | —     | 25       | 0     |
| CD Castellón B             | Total         | 42       | 0     | —        | —     | 42       | 0     |
| CD Castellón               | 2007/08       | 3        | 0     | 1        | 0     | 4        | 0     |
| CD Castellón               | Total         | 3        | 0     | 1        | 0     | 4        | 0     |
| AD Ceuta                   | 2007/08       | 8        | 1     | —        | —     | 8        | 1     |
| AD Ceuta                   | Total         | 8        | 1     | —        | —     | 8        | 1     |
| CD Castellón               | 2008/09       | 15       | 0     | 3        | 0     | 18       | 0     |
| CD Castellón               | 2009/10       | 20       | 0     | 1        | 0     | 21       | 0     |
| CD Castellón               | 2010/11       | 26       | 0     | 1        | 0     | 27       | 0     |
| CD Castellón               | Total         | 61       | 0     | 5        | 0     | 66       | 0     |
| V. Mestalla                | 2011/12       | 23       | 0     | —        | —     | 23       | 0     |
| V. Mestalla                | Total         | 23       | 0     | —        | —     | 23       | 0     |
| U. D. Salamanca            | 2012/13       | 34       | 0     | —        | —     | 34       | 1     |
| U. D. Salamanca            | Total         | 34       | 1     | —        | —     | 34       | 1     |
| Albacete Balompié          | 2013/14       | 38       | 0     | 1        | 0     | 39       | 0     |
| Albacete Balompié          | 2014/15       | 38       | 0     | 1        | 0     | 39       | 0     |
| Albacete Balompié          | Total         | 38       | 0     | 1        | 0     | 39       | 0     |
| Gimnàstic de Tarragona     | 2014/15       | 0        | 0     | 0        | 0     | 0        | 0     |
| Gimnàstic de Tarragona     | Total         | 0        | 0     | 0        | 0     | 0        | 0     |
| UCAM Murcia Club de Fútbol | 2015/16       | 0        | 0     | 0        | 0     | 0        | 0     |
| UCAM Murcia Club de Fútbol | Total         | 0        | 0     | 0        | 0     | 0        | 0     |
| Hércules Club de Fútbol    | 2016/17       | 0        | 0     | 0        | 0     | 0        | 0     |
| Hércules Club de Fútbol    | Total         | 0        | 0     | 0        | 0     | 0        | 0     |
| Total carrera              | Total carrera | 209      | 2     | 7        | 0     | 216      | 2     |

## Palmarés

### Títulos nacionales
| Título                       | Club           | País   | Año  |
| ---------------------------- | -------------- | ------ | ---- |
| Segunda División B de España | UCAM Murcia CF | España | 2016 |